# هارولد جاكسون (سياسي)
هارولد جاكسون (بالإنجليزية: Harold Jackson)‏ هو سياسي أسترالي، ولد في 12 نوفمبر 1902، وتوفي في 24 يونيو 1980. انتخب عضو الجمعية التشريعية لنيو ساوث ويلز.